# Brooks (Alberta)
Brooks é uma cidade canadense da província de Alberta. Tornou-se uma cidade em setembro de 2005. Tem uma área de 17.59 quilômetros quadrados e uma população de 14.451 habitantes (censo de 2016). Situa-se a 168 km ao leste de Calgary através da Rodovia Trans-Canadá.